# Distrito electoral federal 1 de Sinaloa
El I Distrito Electoral Federal de Sinaloa es uno de los 300 distritos electorales en los que se encuentra dividido el territorio de México y uno de los 7 en los que se divide el estado de Sinaloa. Su cabecera es la ciudad de El Fuerte, Sinaloa.
Está formado por el territorio de los municipios de Badiraguato, Choix, El Fuerte, Mocorito y Sinaloa.

## Diputados por el distrito
| Legislatura   | Periodo                                           | Diputado                        | Grupo parlamentario                  |
| ------------- | ------------------------------------------------- | ------------------------------- | ------------------------------------ |
| I             | 7 de diciembre de 1857-17 de mayo de 1861         |                                 |                                      |
| II            | mayo de 1861-mayo de 1863                         |                                 |                                      |
| III           | 20 de octubre de 1863-1865                        |                                 |                                      |
| IV            | 5 de noviembre de 1867-14 de septiembre de 1868   |                                 |                                      |
| V             | 15 de septiembre de 1869-15 de septiembre de 1871 |                                 |                                      |
| VI            | 15 de septiembre de 1871-15 de septiembre de 1873 |                                 |                                      |
| VII           | 15 de septiembre de 1873-15 de septiembre de 1875 |                                 |                                      |
| VIII          | 15 de septiembre de 1875-22 de mayo de 1878       |                                 |                                      |
| IX            | 2 de septiembre de 1878-15 de septiembre de 1880  |                                 |                                      |
| X             | 16 de septiembre de 1880-15 de septiembre de 1882 |                                 |                                      |
| XI            | 16 de septiembre de 1882-15 de septiembre de 1884 |                                 |                                      |
| XII           | 16 de septiembre de 1884-15 de septiembre de 1886 | Justo Sierra Méndez             |                                      |
| XIII          | 16 de septiembre de 1886-15 de septiembre de 1888 | Justo Sierra Méndez             |                                      |
| XIV           | 16 de septiembre de 1888-15 de septiembre de 1890 | Justo Sierra Méndez             |                                      |
| XV            | 16 de septiembre de 1890-15 de septiembre de 1892 | Justo Sierra Méndez             |                                      |
| XVI           | 16 de septiembre de 1892-15 de septiembre de 1894 | Justo Sierra Méndez             |                                      |
| XVII          | 16 de septiembre de 1894-15 de septiembre de 1896 |                                 |                                      |
| XVIII         | 16 de septiembre de 1896-15 de septiembre de 1898 |                                 |                                      |
| XIX           | 16 de septiembre de 1898-15 de septiembre de 1900 |                                 |                                      |
| XX            | 16 de septiembre de 1900-15 de septiembre de 1902 |                                 |                                      |
| XXI           | 16 de septiembre de 1902-15 de septiembre de 1904 |                                 |                                      |
| XXII          | 16 de septiembre de 1904-15 de septiembre de 1906 |                                 |                                      |
| XXIII         | 16 de septiembre de 1906-15 de septiembre de 1908 |                                 |                                      |
| XXIV          | 16 de septiembre de 1908-15 de septiembre de 1910 |                                 |                                      |
| XXV           | 16 de septiembre de 1910-15 de abril de 1912      | Manuel Uruchurtu                |                                      |
| XXVI          | 16 de septiembre de 1912-10 de octubre de 1913    | Francisco Vergudo Fálquez       |                                      |
| XXVI (bis)    | 16 de noviembre de 1913-5 de agosto de 1914       |                                 |                                      |
| Constituyente | 1 de diciembre de 1916-5 de febrero de 1917       | Pedro R. Zavala                 |                                      |
| XXVII         | 15 de abril de 1917-31 de agosto de 1918          | Emiliano Z. López               |                                      |
| XXVIII        | 1 de septiembre de 1918-31 de agosto de 1920      |                                 |                                      |
| XXIX          | 1 de septiembre de 1920-31 de agosto de 1922      |                                 |                                      |
| XXX           | 1 de septiembre de 1922-31 de agosto de 1924      | Juan de Dios Bátiz Paredes      |                                      |
| XXXI          | 1 de septiembre de 1924-31 de agosto de 1926      |                                 |                                      |
| XXXII         | 1 de septiembre de 1926-31 de agosto de 1928      |                                 |                                      |
| XXXIII        | 1 de septiembre de 1928-31 de agosto de 1930      |                                 |                                      |
| XXXIV         | 1 de septiembre de 1930-31 de agosto de 1932      |                                 |                                      |
| XXXV          | 1 de septiembre de 1932-31 de agosto de 1934      |                                 |                                      |
| XXXVI         | 1 de septiembre de 1934-31 de agosto de 1937      |                                 |                                      |
| XXXVII        | 1 de septiembre de 1937-31 de agosto de 1940      |                                 |                                      |
| XXXVIII       | 1 de septiembre de 1940-31 de agosto de 1943      |                                 |                                      |
| XXXIX         | 1 de septiembre de 1943-31 de agosto de 1946      |                                 |                                      |
| XL            | 1 de septiembre de 1946-31 de agosto de 1949      |                                 |                                      |
| XLI           | 1 de septiembre de 1949-31 de agosto de 1952      |                                 |                                      |
| XLII          | 1 de septiembre de 1952-31 de agosto de 1955      |                                 |                                      |
| XLIII         | 1 de septiembre de 1955-31 de agosto de 1958      | Eliseo Galaviz Bernal           | Partido Revolucionario Institucional |
| XLIV          | 1 de septiembre de 1958-31 de agosto de 1961      | Samuel Castro Cabrera           | Partido Revolucionario Institucional |
| XLV           | 1 de septiembre de 1961-31 de agosto de 1964      | Ernesto Álvarez Nolasco         | Partido Revolucionario Institucional |
| XLVI          | 1 de septiembre de 1964-31 de agosto de 1967      | Samuel Castro Cabrera           | Partido Revolucionario Institucional |
| XLVII         | 1 de septiembre de 1967-31 de agosto de 1970      | Alfonso Calderón Velarde        | Partido Revolucionario Institucional |
| XLVIII        | 1 de septiembre de 1970-31 de agosto de 1973      | Salvador Esquer Apodaca         | Partido Revolucionario Institucional |
| XLIX          | 1 de septiembre de 1973-31 de agosto de 1976      | Silvestre Pérez Lorenz          | Partido Revolucionario Institucional |
| L             | 1 de septiembre de 1976-31 de agosto de 1979      | Tolentino Rodríguez Félix       | Partido Revolucionario Institucional |
| LI            | 1 de septiembre de 1979-31 de agosto de 1982      | Salvador Esqueda Apodaca        | Partido Revolucionario Institucional |
| LII           | 1 de septiembre de 1982-31 de agosto de 1985      | Ángel Sandoval Romero           | Partido Revolucionario Institucional |
| LIII          | 1 de septiembre de 1985-31 de agosto de 1988      | Salvador Esquer Apodaca         | Partido Revolucionario Institucional |
| LIV           | 1 de septiembre de 1988-31 de octubre de 1991     | Ramón Alejo Valdéz López        | Partido Revolucionario Institucional |
| LV            | 1 de noviembre de 1991-31 de octubre de 1994      | Jesús Octavio Falomir Hernández | Partido Revolucionario Institucional |
| LVI           | 1 de noviembre de 1994-31 de agosto de 1997       | Alfredo Valdés Gaxiola          | Partido Revolucionario Institucional |
| LVII          | 1 de septiembre de 1997-31 de agosto de 2000      | Jesús Higuera Laura             | Partido Revolucionario Institucional |
| LVIII         | 1 de septiembre de 2000-31 de agosto de 2003      | Fernando Díaz de la Vega        | Partido Revolucionario Institucional |
| LIX           | 1 de septiembre de 2003-31 de agosto de 2006      | Francisco Frías Castro          | Partido Revolucionario Institucional |
| LX            | 1 de septiembre de 2006-24 de abril de 2009       | Mayra Gisela Peñuelas Acuña     | Partido Revolucionario Institucional |
| LX            | 24 de abril de 2009-31 de agosto de 2009          | Carlos Ramírez Ruiz             | Partido Revolucionario Institucional |
| LXI           | 1 de septiembre de 2009-31 de agosto de 2012      | Óscar Lara Salazar              | Partido Revolucionario Institucional |
| LXII          | 1 de septiembre de 2012-31 de agosto de 2015      | Román Alfredo Padilla Fierro    | Partido Revolucionario Institucional |
| LXIII         | 1 de septiembre de 2015-31 de marzo de 2018       | Gloria Himelda Félix Niebla     | Partido Revolucionario Institucional |
| LXIII         | 31 de marzo de 2018-2 de julio de 2018            | Vacante                         | Partido Revolucionario Institucional |
| LXIII         | 2 de julio de 2018-31 de agosto de 2018           | Gloria Himelda Félix Niebla     | Partido Revolucionario Institucional |
| LXIV          | 1 de septiembre de 2018-25 de noviembre de 2019   | Maximiliano Ruiz Arias          | Movimiento Regeneración Nacional     |
| LXIV          | 28 de noviembre de 2019-31 de agosto de 2021      | José Mario Osuna Medina         | Movimiento Regeneración Nacional     |
| LXV           | 1 de septiembre de 2021-29 de febrero de 2024     | Leobardo Alcántara Martínez     | Partido del Trabajo (México)         |
| LXV           | 5 de marzo de 2024-3 de junio de 2024             | Rodolfo Cardona Pérez           | Partido del Trabajo (México)         |
| LXV           | 3 de junio de 2024-31 de agosto de 2024           | Leobardo Alcántara Martínez     | Partido del Trabajo (México)         |
| LXVI          | 1 de septiembre de 2024-31 de agosto de 2027      | Graciela Domínguez Nava         | Movimiento Regeneración Nacional     |

## Elecciones de 2012
|  | Partido Acción Nacional                                           |  | Edgar Félix Bustillos          |
|  | Partido Revolucionario Institucional                              |  | Román Alfredo Padilla Fierro   |
|  | Coalición Movimiento Progresista (PRD, PT y Movimiento Ciudadano) |  | José de Jesús Pacheco Ruíz     |
|  | Partido Verde Ecologista de México                                |  | Ariel Gutiérrez Espero         |
|  | Partido Nueva Alianza                                             |  | Diana Concepción Uriarte Pérez |